# Hlane
Hlane là một inkhundla của Eswatini, nằm ở vùng Lubombo. Vào năm 2007, dân số của nó là 7.091 người.

## Khí hậu
Hlane có khí hậu cận nhiệt đới ẩm. Nhiệt độ trung bình hàng năm là 21 °C. Tháng ấm nhất là tháng 1, ở 24 C và lạnh nhất là tháng 7, với 16 °C. Lượng mưa trung bình hàng năm là 1003 mm. Tháng mưa nhiều nhất là tháng 1, với lượng mưa trung bình 225 mm và khô nhất là tháng 6, với lượng mưa 5 mm.